# Uraeginthus granatina
Uraeginthus granatina е вид птица от семейство Астрилдови (Estrildidae).

## Разпространение
Видът е разпространен в по-сухите земи на Южна Африка.